# Pernambouc (arbre)
Paubrasilia echinata
Pour les articles homonymes, voir Pernambouc.
Genre
Espèce
Classification phylogénétique
Répartition géographique
Statut de conservation UICN

 EN A1acd : En danger
Statut CITES
Synonymes
- Caesalpinia echinata Lam., 1785
- Guilandina echinata (Lam.) Spreng.[2]

Le pernambouc, bois de Pernambouc, bois-brésil ou pau-brasil (Paubrasilia echinata (Lam.) Gagnon, H.C.Lima & G.P.Lewis) est une espèce de plantes à fleurs de la famille des Caesalpiniaceae selon la classification classique, ou des Fabaceae (sous-famille des Caesalpinioideae) selon la classification phylogénétique. C’est un arbre qui était précédemment rangé dans le genre Caesalpinia.
Il est originaire du Nordeste du Brésil. Il est considéré comme une plante tinctoriale. De son bois, on tirait une teinture brun-rouge. 
Il est, en lutherie, et depuis son utilisation par François-Xavier Tourte en 1775, quasiment le seul bois utilisé pour la fabrication des archets.
Sa région d’origine se situe dans les États de Pernambouc, Bahia, Espirito Santo et Rio de Janeiro. Il est cultivé au Brésil.

## Plante tinctoriale
Le nom de bois-brésil lui a été donné en raison de la teinture utilisée dans l’industrie textile, rouge comme la braise, qu’on en extrayait. Le commerce du bois-brésil exporté vers l’Europe a été l’une des premières activités économiques de ce pays. Et c’est cet arbre, très abondant dans certaines contrées littorales, qui a valu au pays son nom de Brésil. Le bois-brésil est l’arbre national du Brésil.

## Artisanat
Ce bois d’une grande dureté, d’une densité élevée (sa masse volumique est en effet 1,1 kg/dm3, soit environ 1,4 fois celle du chêne qui va de 0,75 à 0,85 selon les espèces) et d’une grande résilience est encore utilisé de nos jours pour la fabrication d’archets de violon, en raison de son extrême nervosité. Vers 1775, on suppose que c’est François Xavier Tourte (1747-1835), archetier français, qui introduisit l’utilisation du pernambouc dans la fabrication des archets.

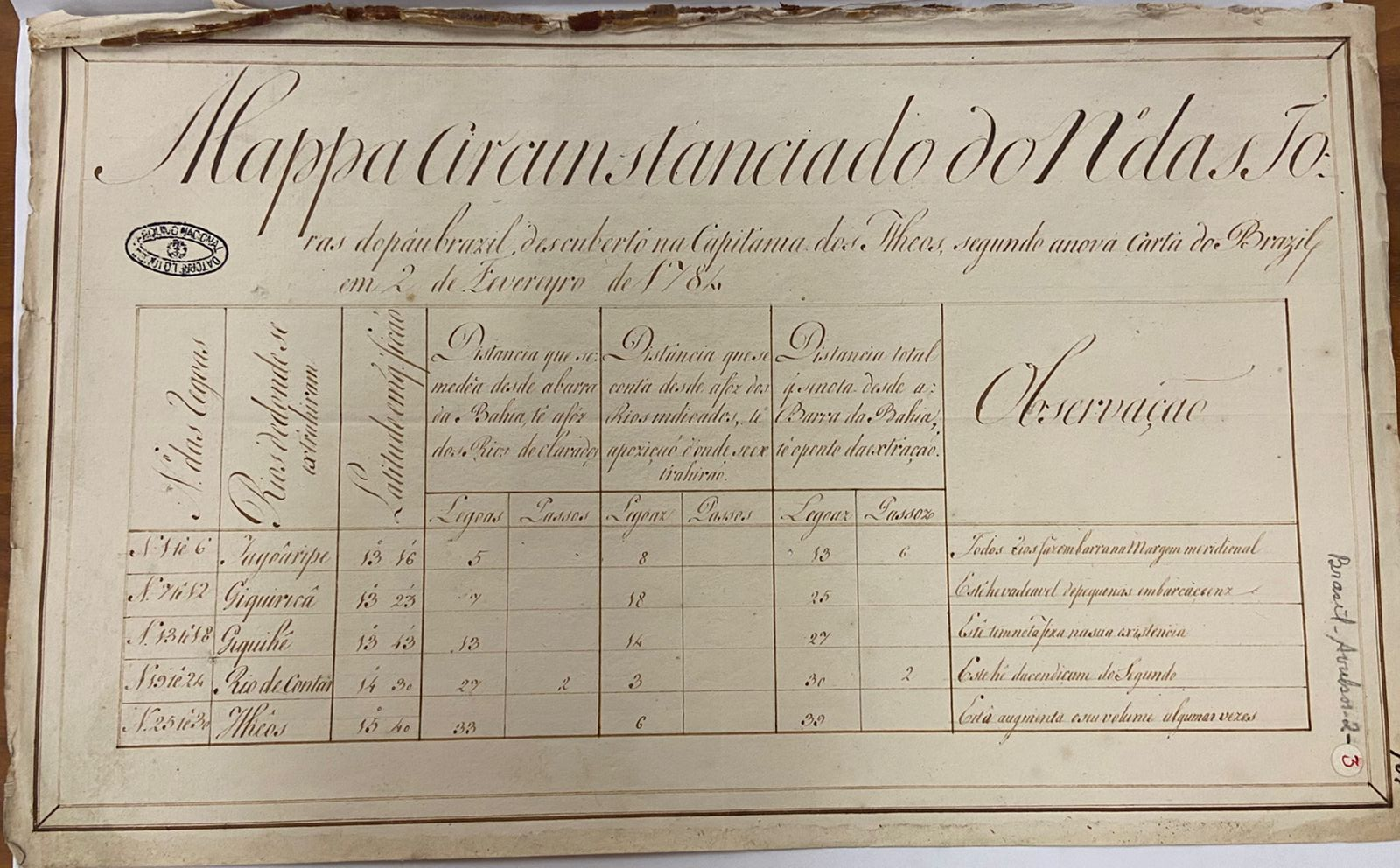
Carte du nombre de grumes de Pau-Brasil découvertes dans la capitainerie d'Ilhéus.

La raréfaction de l’espèce, en raison d'une déforestation agricole trop intense et donc à la réduction de son habitat naturel (la forêt atlantique, ou mata atlântica), a suscité une Initiative internationale pour la conservation du pernambouc par les professionnels de l’archèterie.
En septembre 2007, le Paubrasilia echinata a été inscrit à l’annexe II de la Convention sur le commerce international des espèces de faune et de flore sauvages menacées d’extinction (CITES). Ce classement n’interdit pas totalement l’approvisionnement en pernambouc mais le réglemente strictement. Ainsi, toute transaction nécessite un certificat de l’exportateur et de l’importateur garantissant la provenance du bois, qui doit être issu d’une plantation respectant les principes de prélèvement durable.
Cette règlementation sévère (alors que le Brésil refusait de protéger trois autres espèces d'arbres beaucoup plus massivement exploitées et également en danger) menace d'extinction plusieurs centaines d'entreprises de fabrication d'archets pour la lutherie. En novembre 2022, près de deux cents personnalités du monde musical ont signé une pétition pour s'élever contre l'interdiction du commerce du bois de pernambouc. À la suite de cette protestation, le Brésil a renoncé, le 25 novembre 2022, à l'issue de la Convention sur le commerce international des espèces menacées d'extinction (Cites), à l'interdiction totale de commerce du bois de pernambouc, qu'il avait proposée, au profit d'un simple contrôle renforcé de son exportation.

## Galerie

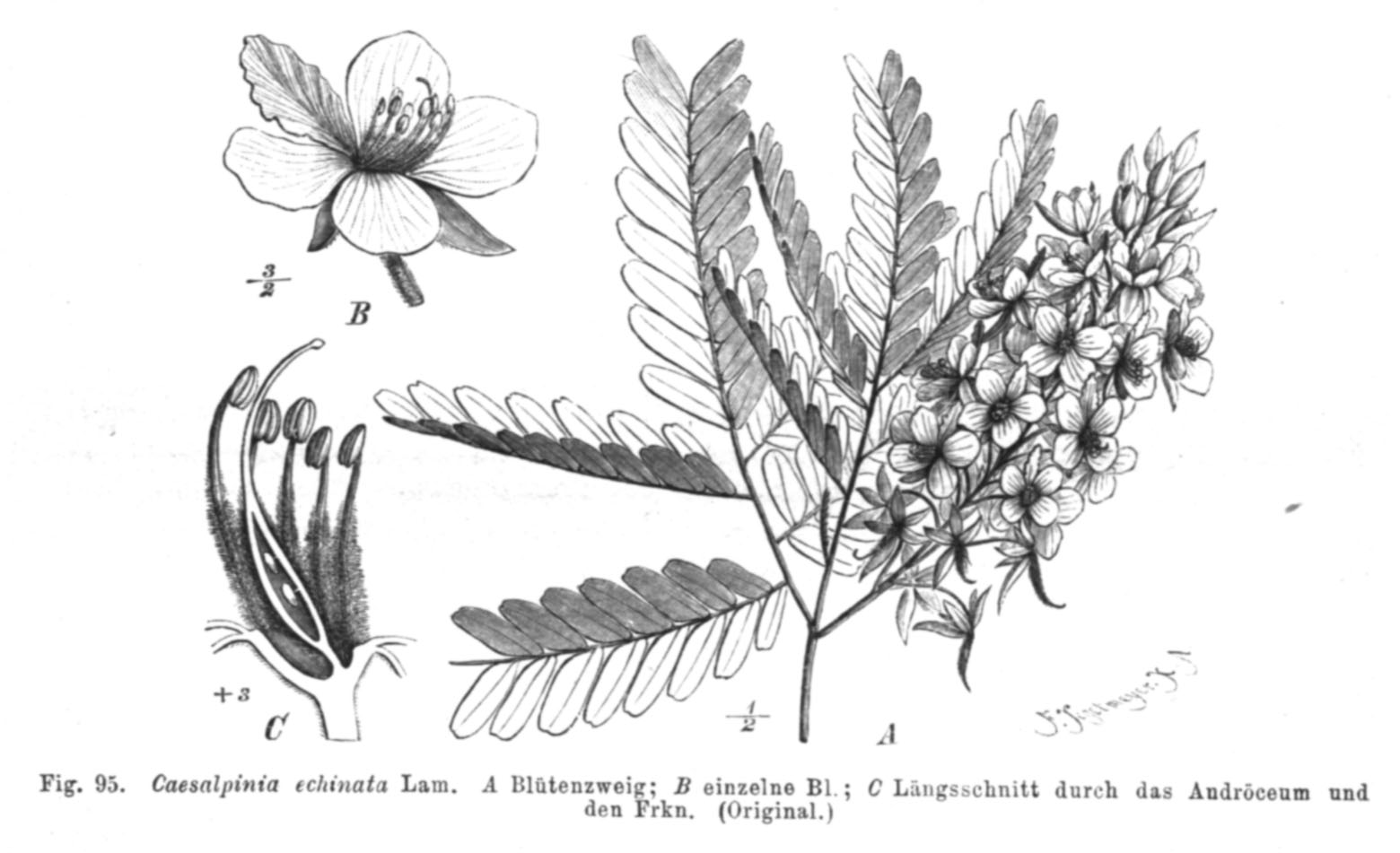
Planche botanique
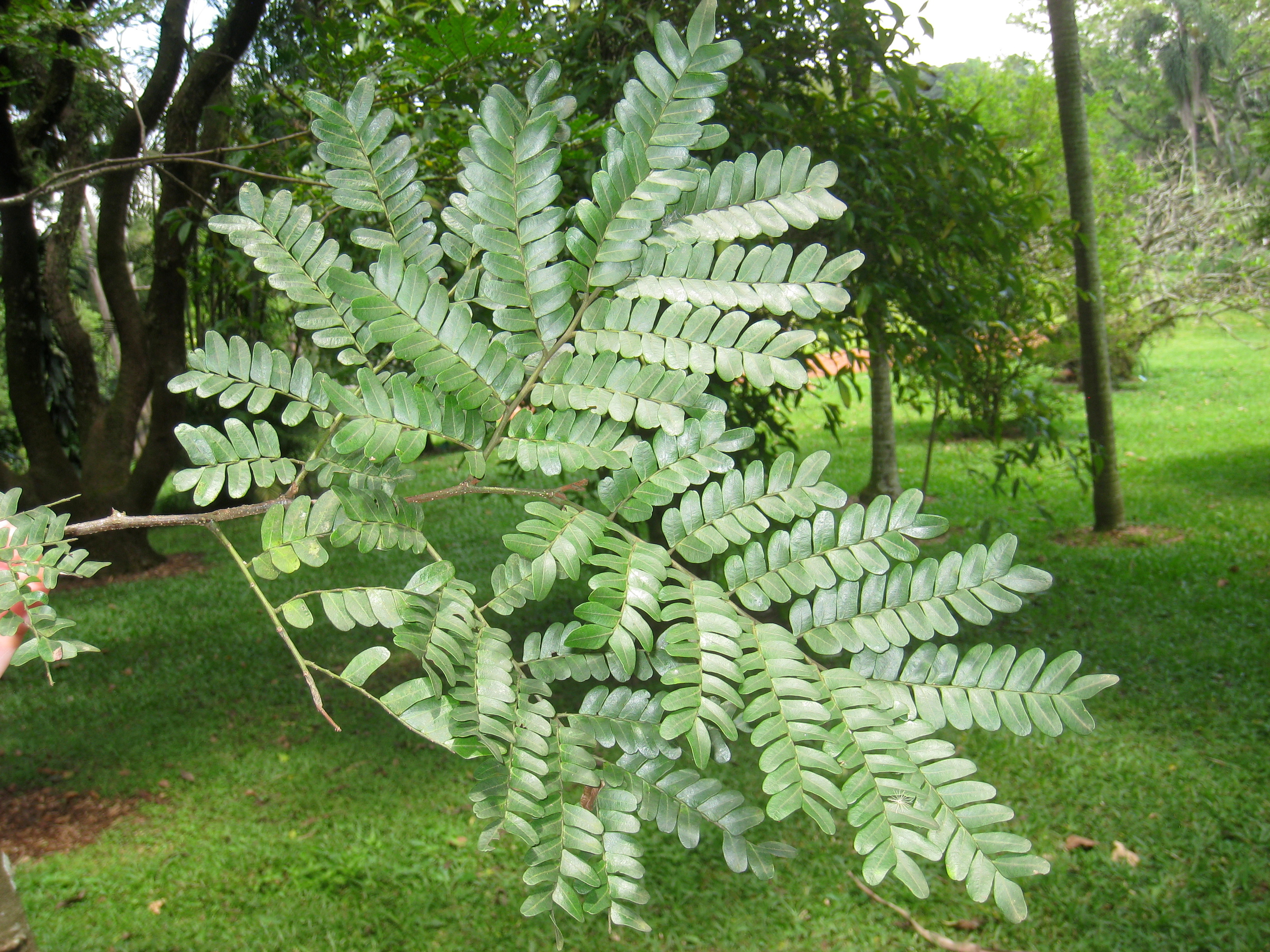
Feuilles
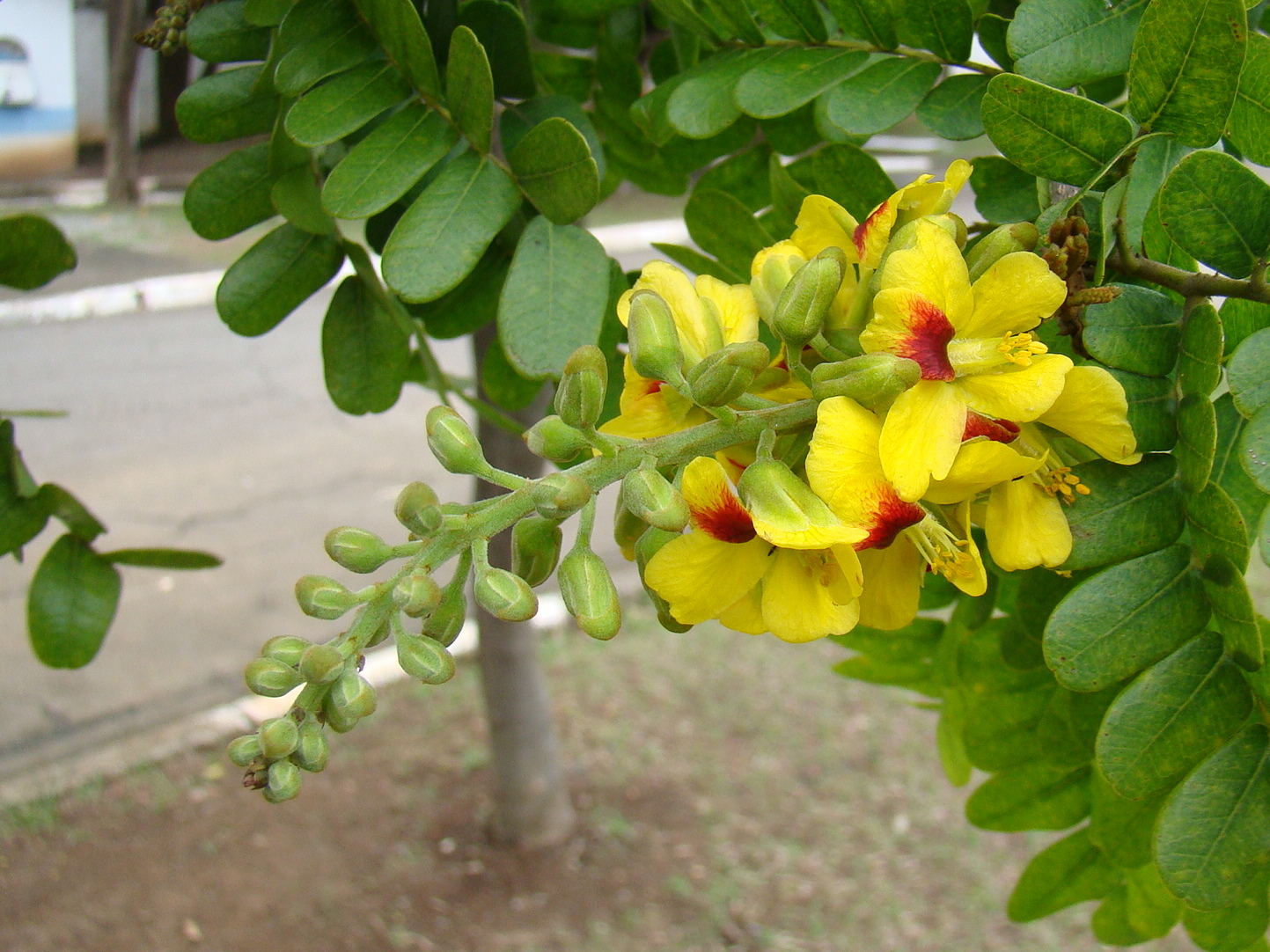
Inflorescence
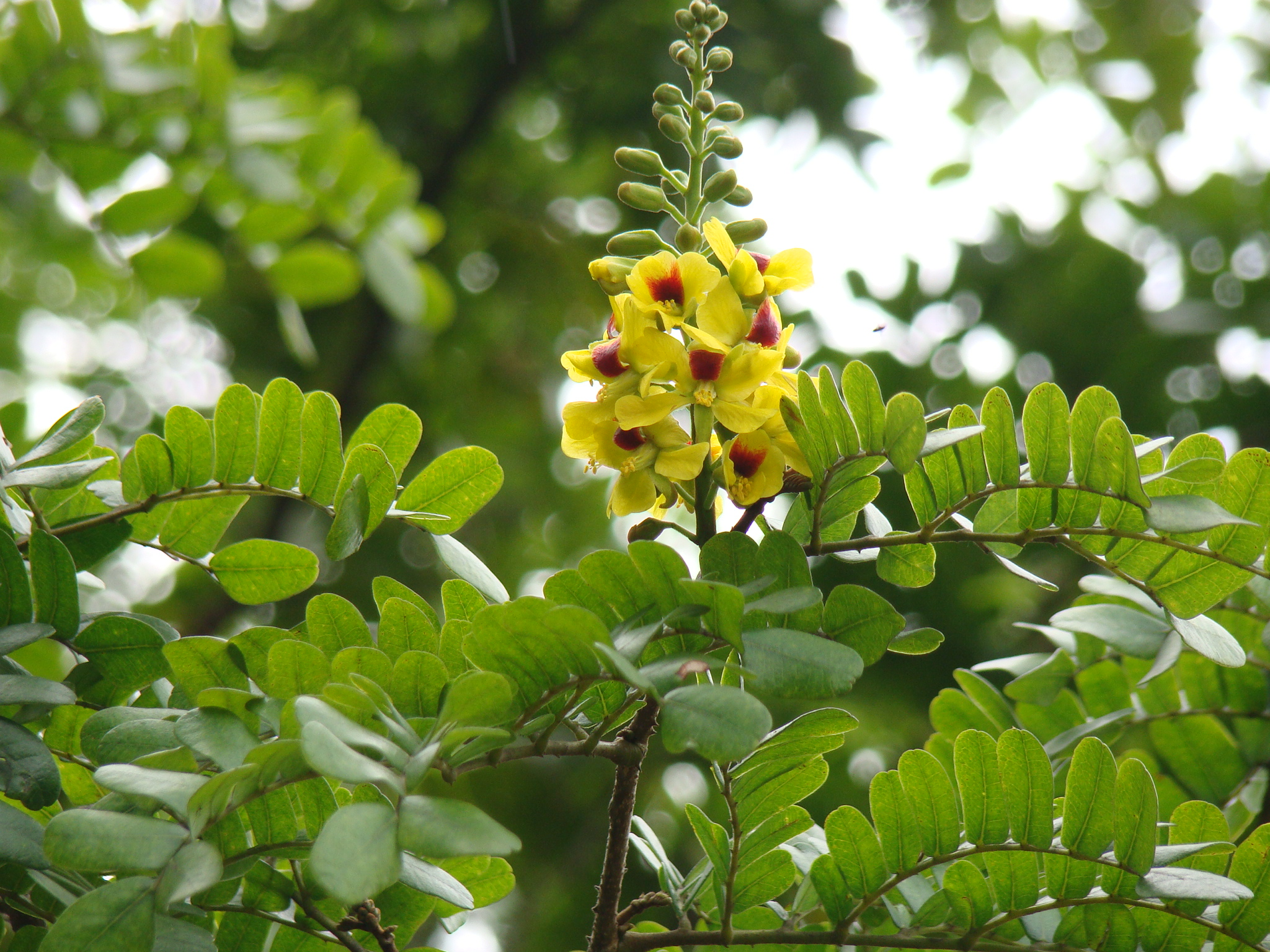
Feuilles et inflorescence
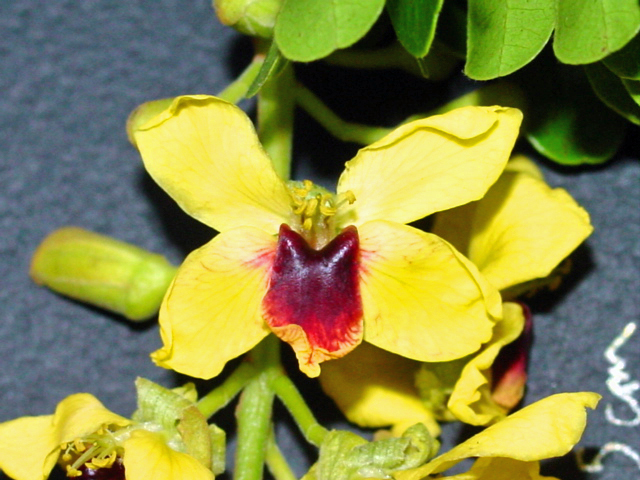
Fleurs

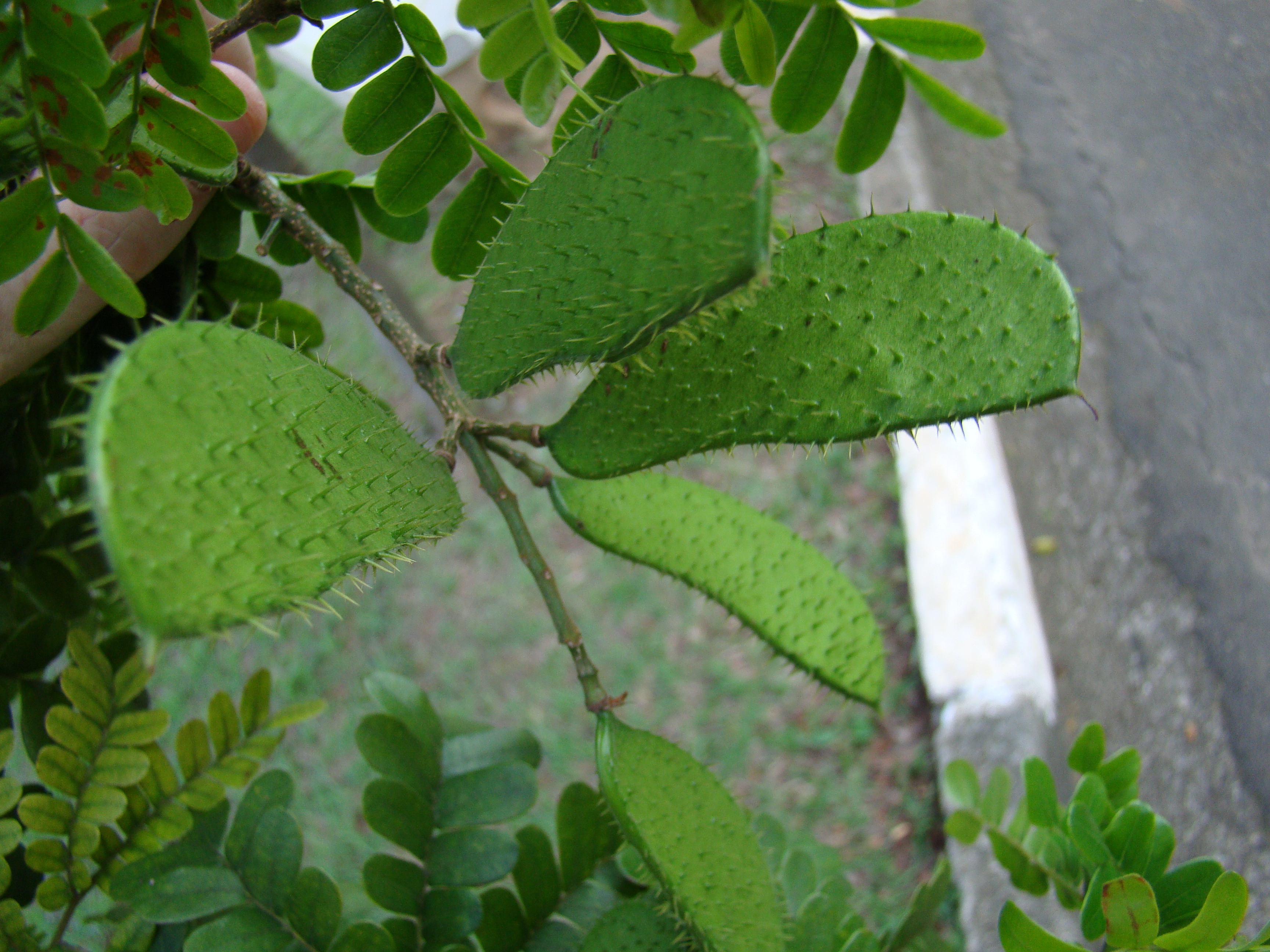
Fruits (gousses)
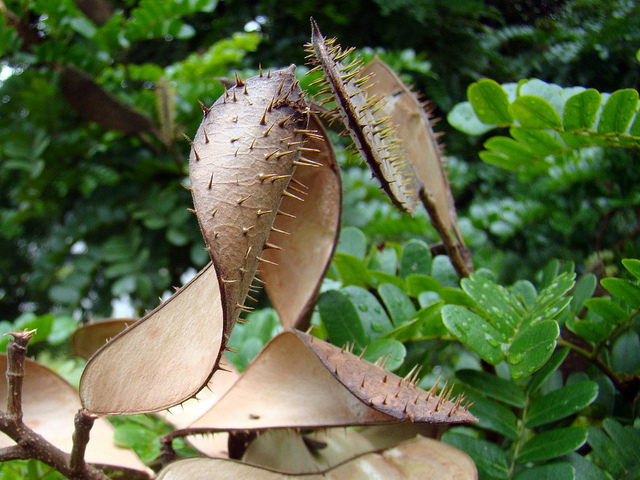
Gousses sèches
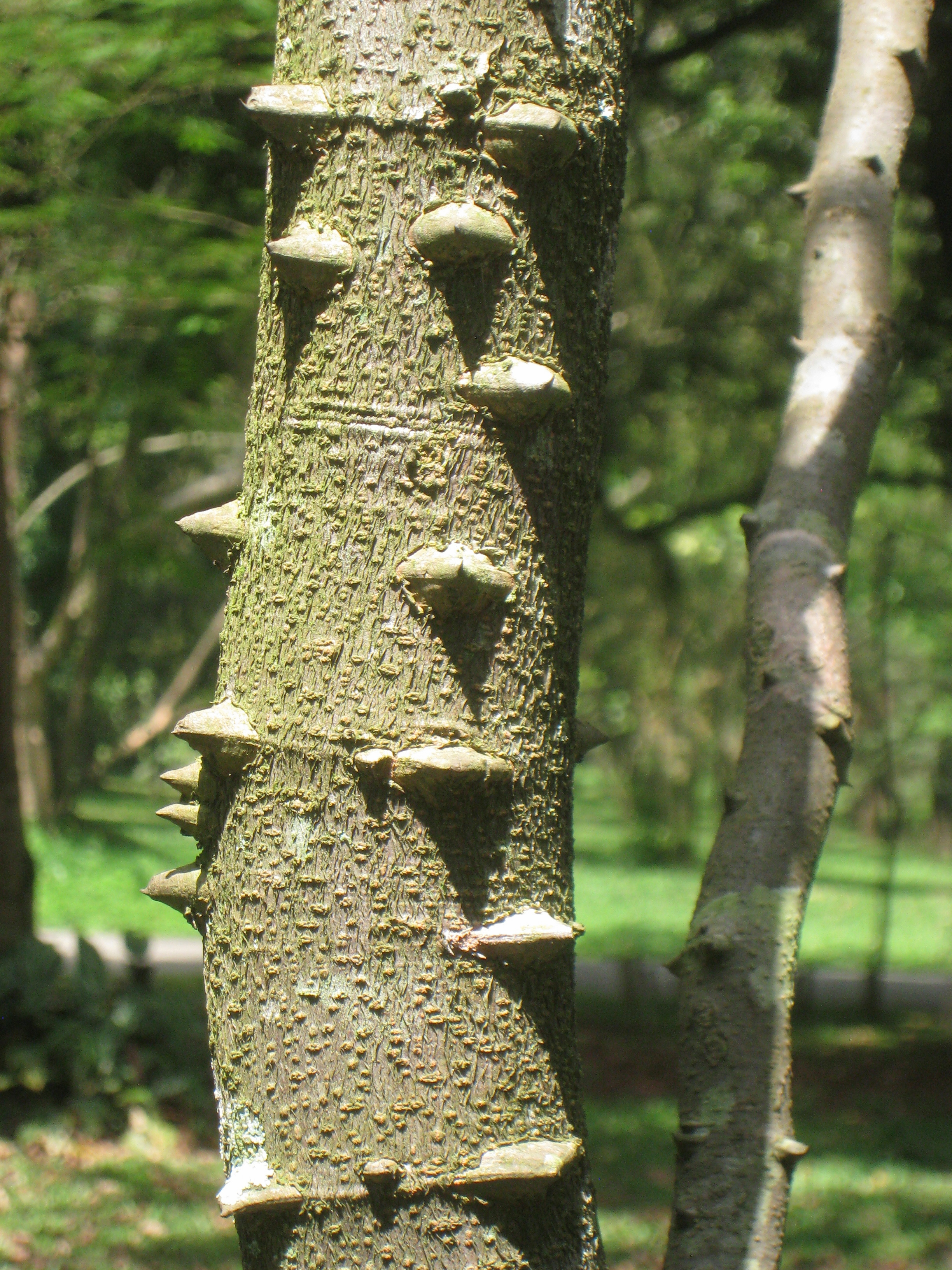
Tronc
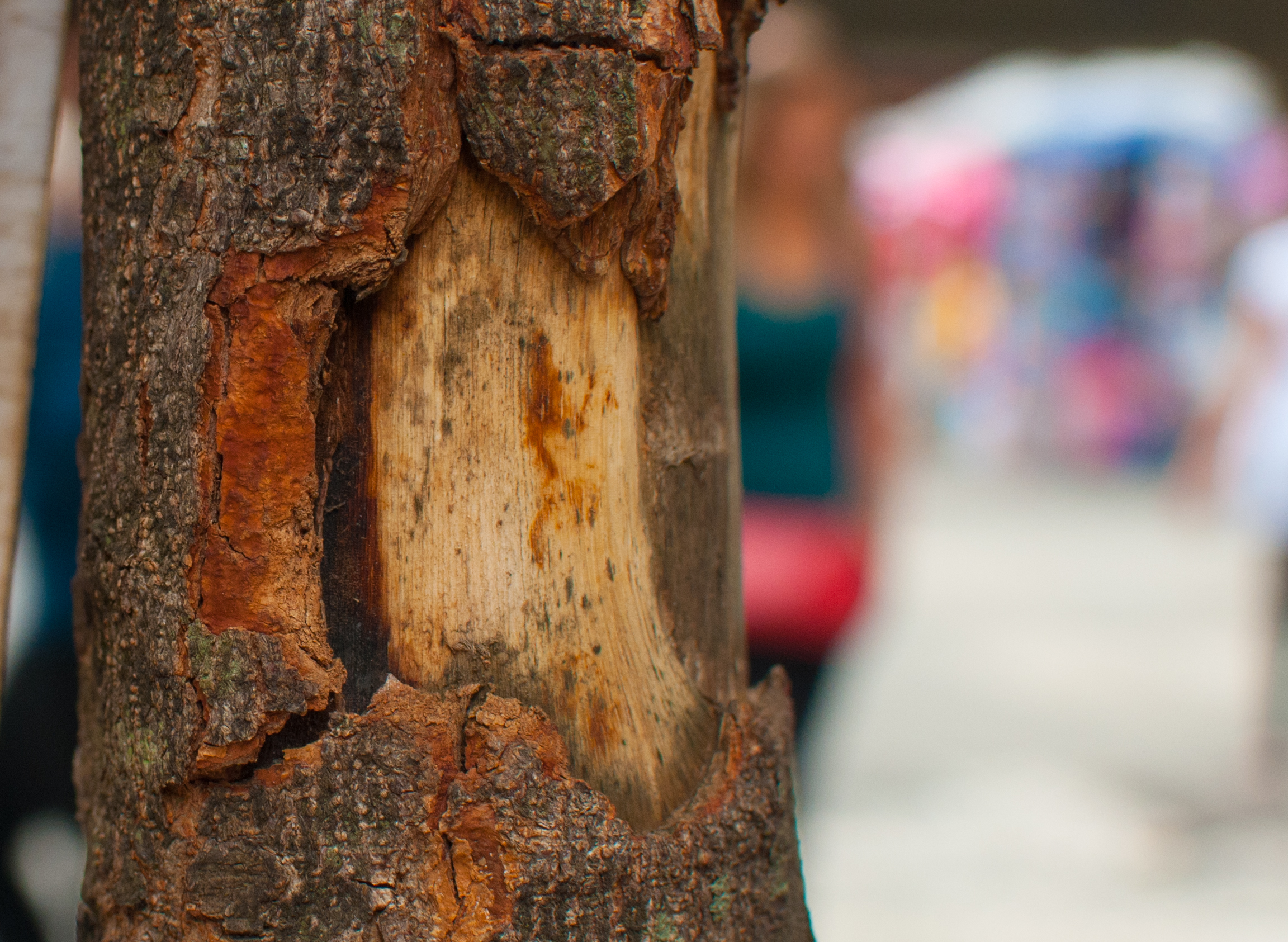
Écorce